# Douglas (Dakota du Nord)
Pour les articles homonymes, voir Douglas.
La ville américaine de Douglas est située dans le comté de Ward, dans l’État du Dakota du Nord. Sa population s’élevait à 64 habitants lors du recensement de 2010. Douglas fait partie de l’agglomération de Minot.

## Histoire
Douglas a été fondée en 1906.

## Démographie
| 1910 | 1920 | 1930 | 1940 | 1950 | 1960 |
| ---- | ---- | ---- | ---- | ---- | ---- |
| 171  | 284  | 288  | 313  | 236  | 210  |

| 1970 | 1980 | 1990 | 2000 | 2010 | - |
| ---- | ---- | ---- | ---- | ---- | - |
| 144  | 112  | 93   | 64   | 64   | - |

## Source
- (en) Cet article est partiellement ou en totalité issu de l’article de Wikipédia en anglais intitulé « Douglas, North Dakota » (voir la liste des auteurs).